# امیرآباد (رابر)
امیرآباد روستایی در دهستان جواران بخش هنزا شهرستان رابر استان کرمان ایران است.

## جمعیت
بر پایه سرشماری عمومی نفوس و مسکن در سال ۱۳۹۵ جمعیت این مکان ۹ نفر (۵خانوار) بوده‌است.